# Polikondensaty
Polikondensaty – związki chemiczne powstałe w wyniku reakcji polikondensacji. Do polimerów kondensacyjnych należą m.in. poliestry, poliamidy, żywice mocznikowo-formaldehydowe, fenoplasty i aminoplasty.